# Eufriesea flaviventris
Eufriesea flaviventris är en biart som först beskrevs av Heinrich Friese 1899.  Eufriesea flaviventris ingår i släktet Eufriesea, tribus orkidébin, och familjen långtungebin. Inga underarter finns listade.

## Bildgalleri

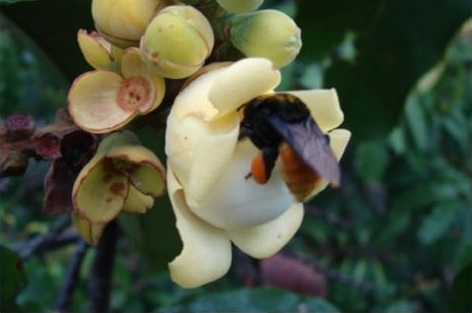